# Ramsés-Meriamun-Nebueben
Ramsés-Meriamun-Nebueben fue un antiguo príncipe egipcio, hijo del faraón Ramsés II.
Dado que no se muestra ni se menciona en ninguna parte entre los hijos de Ramsés, es probable que haya sido uno de los hijos más jóvenes del rey. Sólo es conocido por las inscripciones de sus ataúdes. Se desconoce la identidad de su madre. Pasó su vida en el harén Mer-uer y falleció a los 30 años.
Se encontró su momia, en la que es evidente que nació con la columna vertebral deformada y estaba jorobado. Es probable que debido a su deformidad haya sido difícil encontrar un sarcófago adecuado para él. Fue enterrado en un ataúd exterior sin usar de su bisabuelo, que Ramsés I mandó hacer cuando aún era visir. Aunque el ataúd interior también se modificó para el entierro de Ramsés-Meriamun-Nebueben, y también las inscripciones se cambiaron a su nombre en lugar del de su bisabuelo, solo se utilizó el ataúd exterior, y los arqueólogos encontraron el interior en un pozo en Medinet Habu.
A diferencia de varios de sus hermanos, cuyo nombre también incluye el nombre de Ramsés, en su nombre "Ramsés Meriamun" estaba encerrado en un cartucho, haciendo explícito que no se usa en su significado literal ("Nacido de Ra, Amado de Amón ") pero se refiere al faraón. Nebueben significa "señor de la luz del sol", el significado del nombre del príncipe es entonces "el faraón Ramsés es el señor de la luz del sol". Dichos nombres, que glorifican al faraón, a menudo se encuentran como nombres tomados por altos funcionarios, pero son relativamente raros como nombres de pila dentro de la familia real durante el Imperio Nuevo.